# کهن‌دار

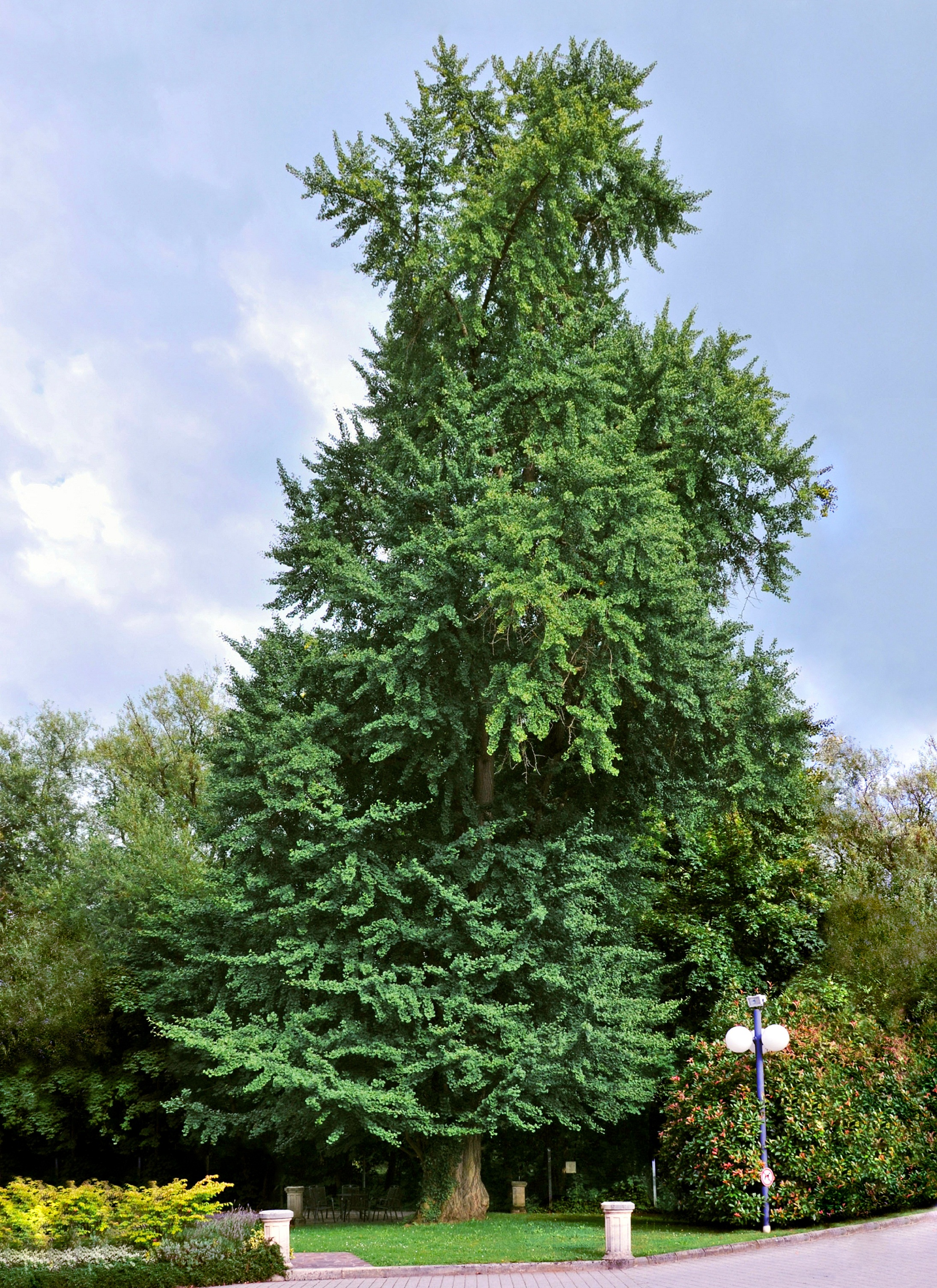
کهن‌دار در بلژیک

کُهَن‌دار یا ژینگو (نام علمی: ginkgo biloba) یک گونه از سردهٔ کهن‌دار Ginkgo و تیره کهن‌داریان Ginkgoaceae است. درختی بزرگ و خزان‌پذیر با برگ‌های بادبزنی شکل است. این درخت دوپایه و بومی چین است و نوعی فسیل زنده به‌شمار می‌آید.
کهن‌دار یکی از قدیمی‌ترین گونه‌های درختی روی زمین می‌باشد، شواهد سنگواره‌ای نشان می‌دهد که این درخت در ۱۷۰ میلیون سال پیش هم وجود داشته است. این درخت خزان‌کننده در بسیاری از قسمت‌های معتدل دنیا به ویژه مناطق معتدله مرطوب به‌خوبی رشد می‌کند و به محدوده وسیعی از اقلیم‌ها و شرایط نامساعد مقاومت دارد؛ کهن‌دار در خاکهای عمیق با زهکش خوب و لومی شنی و حاصلخیز رشد مناسبی دارد. گینکو به منظور استفاده از خواص دارویی بذر و به خصوص برگ پرورش می‌یابد.
کهن‌دار گیاه دارویی ارزشمندی است که برای اهداف دارویی متنوعی مورد استفاده قرار می‌گیرد؛ کهن‌دار به منظور استفاده از بذر و به خصوص برگ پرورش می‌یابد. بذرهای کهن‌دار هزاران سال است که در طب سنتی چین استفاده می‌شود. فراورده‌های کهن‌دار که امروزه در دسترس می‌باشند از برگ آن به‌دست می‌آید. در نهالستان‌های پرورش برگ، درختان گینکو به صورت متراکم کشت شده و برگ‌ها برای تهیه عصاره برداشت می‌شوند تا مورد فرآوری قرار گیرند. عصاره برگ گینکو یکی از مهم‌ترین گیاهان دارویی رایج در دنیا می‌باشد.
کهن دار یا ژینکو یکی از قدیمی‌ترین گونه‌های درختی روی زمین است. کهن دار در حقیقت تنها عضو زنده از نژاد مقتدر گیاهان شاخه خود می‌باشد؛ بنابراین پیوندی با ارزش میان حال و گذشته زمین محسوب می‌شود. تا آنجا که به فسیل زنده معروف است.
در پاییز زرد شده و در عرض یک شب می‌ریزند.
- حداکثر بلندی: ۲۵متر و گستردگی۸ متر
- نیازها:مکان سایه_آفتاب
- حداقل دمای مورد تحمل: -۱۰سانتی گراد
- ازدیاد:از طریق قلمه

## اهمیت دارویی بذر و برگ
بذرهای کهن‌دار برای بیش از ۱۰۰۰ سال است که در طب سنتی چین، به‌عنوان داروی قابض برای ریه استفاده می‌شود تا آسم و سرفه را درمان کند. همچنین آن را تصفیه‌کننده خون، کمک‌کننده هاضمه، ضد کرم، تب بر و آنتی‌بیوتیک می‌دانند. (۳). اولین کاربرد برگ‌ها در چین، در سال ۱۴۳۶ برای درمان بیماری‌های پوست و زخمهای سر گزارش شد. عصاره برگ گینکو، فعالیت بیولوژیکی وسیعی دارد. عصاره خالص برگ گیاه از نظر داروشناسی، دارای عمل بازکنندگی عروق شریانی و فعال‌کننده گردش خون در شرائین است که خود موجب رساندن خون بیشتر به بافتها می‌شود. عصاره برگ کهن‌دار جریان خون را به مغز افزایش می‌دهد و در نتیجه حافظه و توانایی فکری بهبود می‌یابد. عصاره‌های استاندارد شده برای انواع بیماری‌ها و نارسایی‌های ذهنی و فیزیکی مرتبط با سن استفاده می‌شود و در درمان آلزایمر، اسکیزوفرنی، پارکینسون، نقص حافظه مرتبط با سن (AAMI)، ناتوانی مغزی، افسردگی و اضطراب بکار می‌رود. داروها و مکمل‌های متنوعی با عصاره جینکوبیلوبا ساخته شده است. عصاره برگ کهن‌دار همچنین در درمان طنین مزمن گوش یا زنگ گوش، لنگی متناوب، سرگیجه مزمن، نارسایی‌های جنسی، درد معده، بیماری‌های پوستی، ایجاد لخته در رگ و سایر اختلالات قلبی، عروقی و اعصاب مرکزی مؤثر است.

## آثار دارویی
مکانیسم‌های اثر گوناگونی فعالیت فارماکولوژیکی عصاره گینکوبیلوبا مانند تحریک آزاد شدن NO/EDRF و PGI2 و فعالیت ضد اکسیدان اثر آنتاگونیستی PAF و افزایش آزاد شدن واسطه‌های شیمیائی و وقفه جذب آمین‌های بیوژنیک را به مرحله ظهور می‌رساند. به نظر می‌رسد که فلاونوئیدها مسئول فعالیت ضد اکسیدانی گیاه هستند که یکی از مکانیسمهای عمده فعالیت‌های فارماکولوژیکی عصاره را تشکیل می‌دهد. از خاصیت‌های بی نظیر این گیاه می‌توان به عملکرد آن روی مغز و سلول‌های عصبی اشاره کرد که این گیاه تأثیر فوق‌العاده ای رو عملکرد مغز ادراک فعالیت‌های شناختی و حافظه دارد همچنین این گیاه اثر بهبود دهنده ای بر روی بیماران مبتلا به زوال عقل دارد و می‌تواند عملکرد ذهنی این بیماران را تا حد مطلوبی بهبود بخشد.

## روش‌های ازدیاد

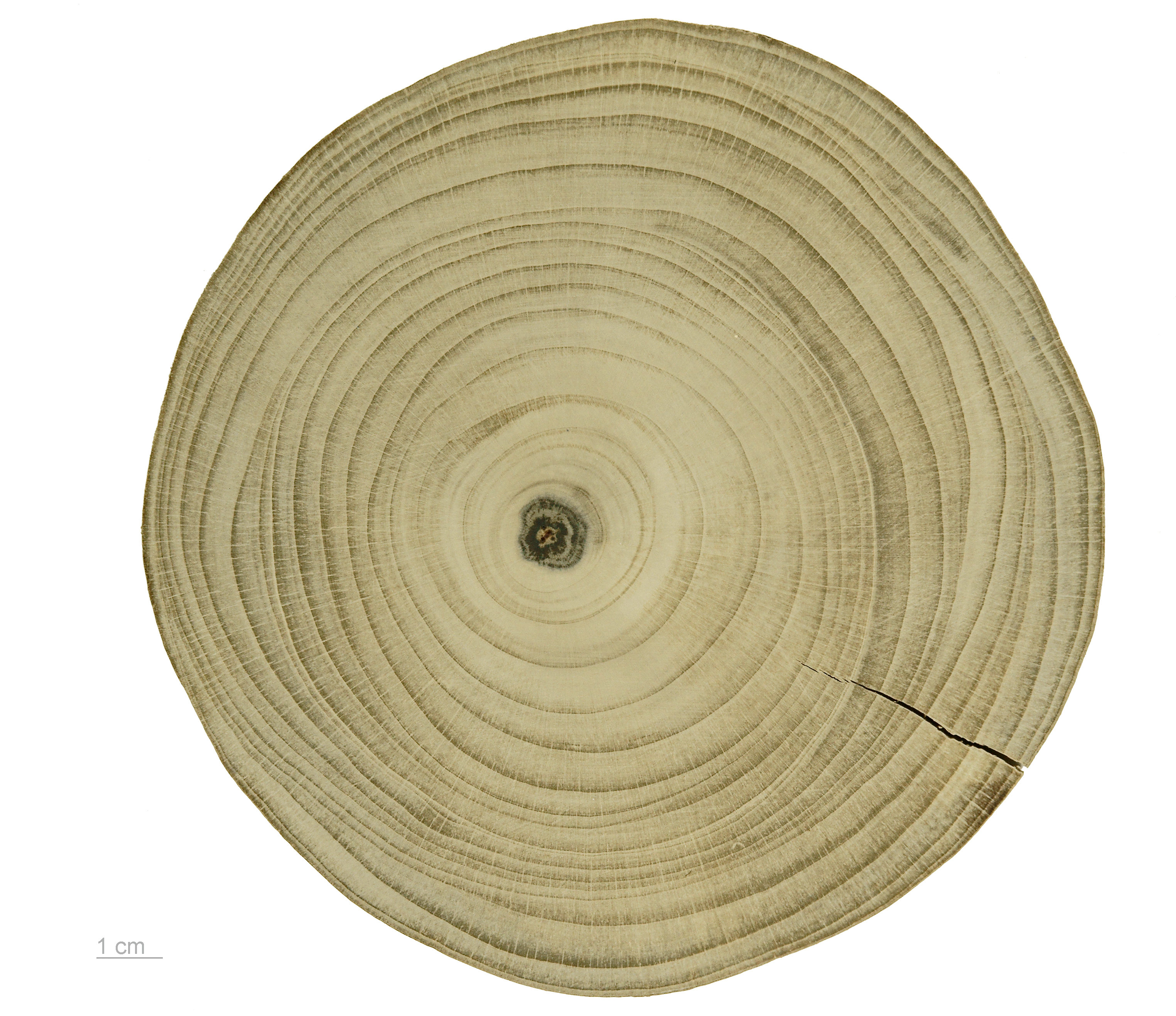
کهن‌دار.

روشهای معمول ازدیاد این درخت از طریق بذر، پیوند و قلمه است. ازدیاد از طریق بذر در خاک سبک شنی، در شاسی سرد در پاییز و زمستان صورت می‌گیرد. ازدیاد این درخت به وسیلهٔ پیوند و کوپیوند نیز می‌تواند صورت گیرد. روش قلمه زدن برای تولید گیاهانی با جنسیت مشخص استفاده می‌شود. استفاده از هورمون IBA و سیستم مه‌پاشی، ریشه‌زایی را تسهیل می‌کند. از ریزازدیادی نیز برای تکثیر کهن‌دار استفاده می‌شود (۱، ۴).

## پرورش گینکو به منظور تولید بذر
مهم‌ترین منطقه تولید بذر گینکو در چین است. در این نهالستان‌ها، آبیاری زیاد، کوددهی، سرزنی، حلقه برداری، هرس، بازجوان‌سازی درختان مسن، گرده افشانی مصنوعی، پیوند شاخه‌های گل‌دهنده نر روی درخت ماده، سبب ازدیاد بذردهی می‌شود.

## پرورش کهن‌دار به منظور تولید برگ

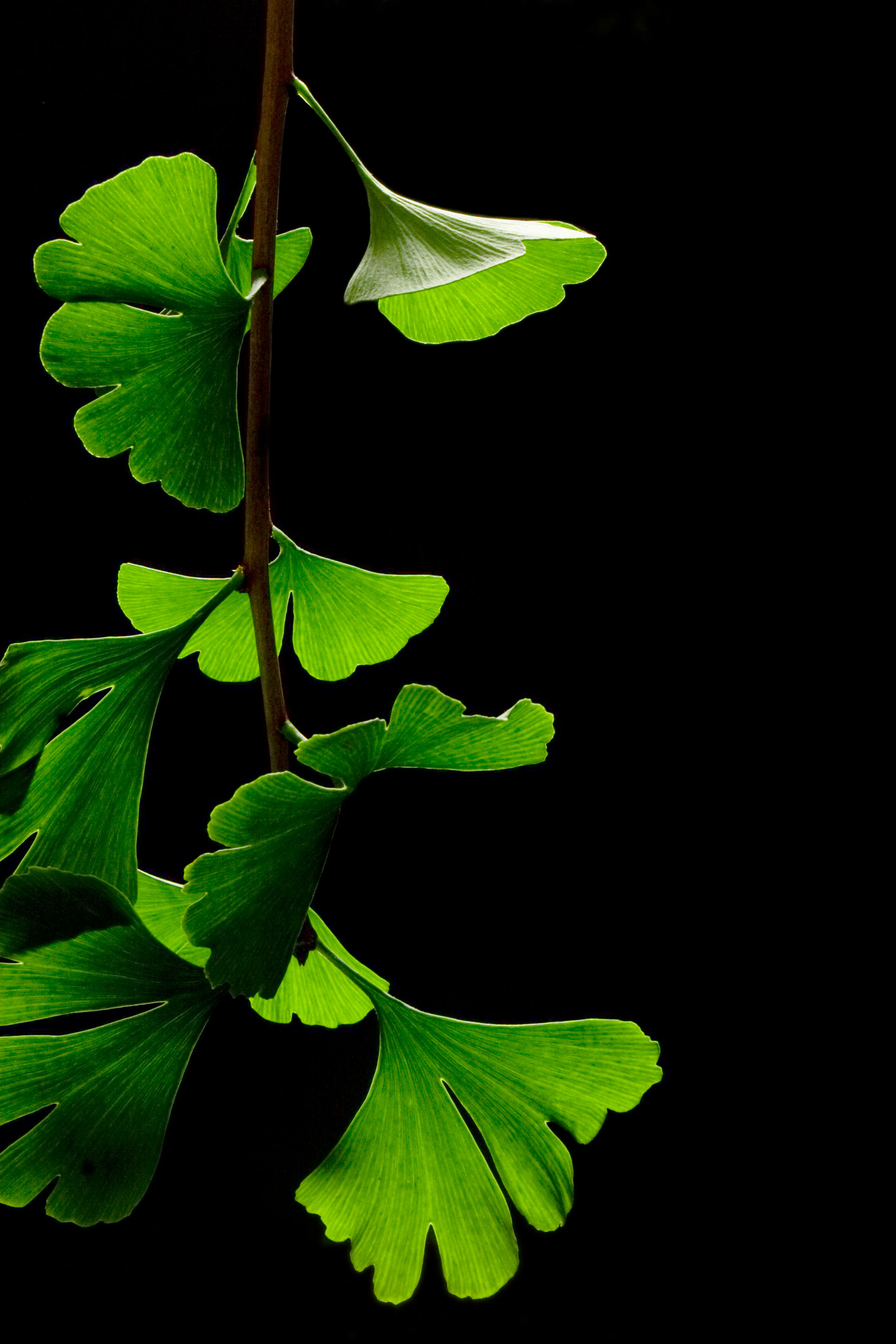
برگ‌های کهن‌دار در تابستان

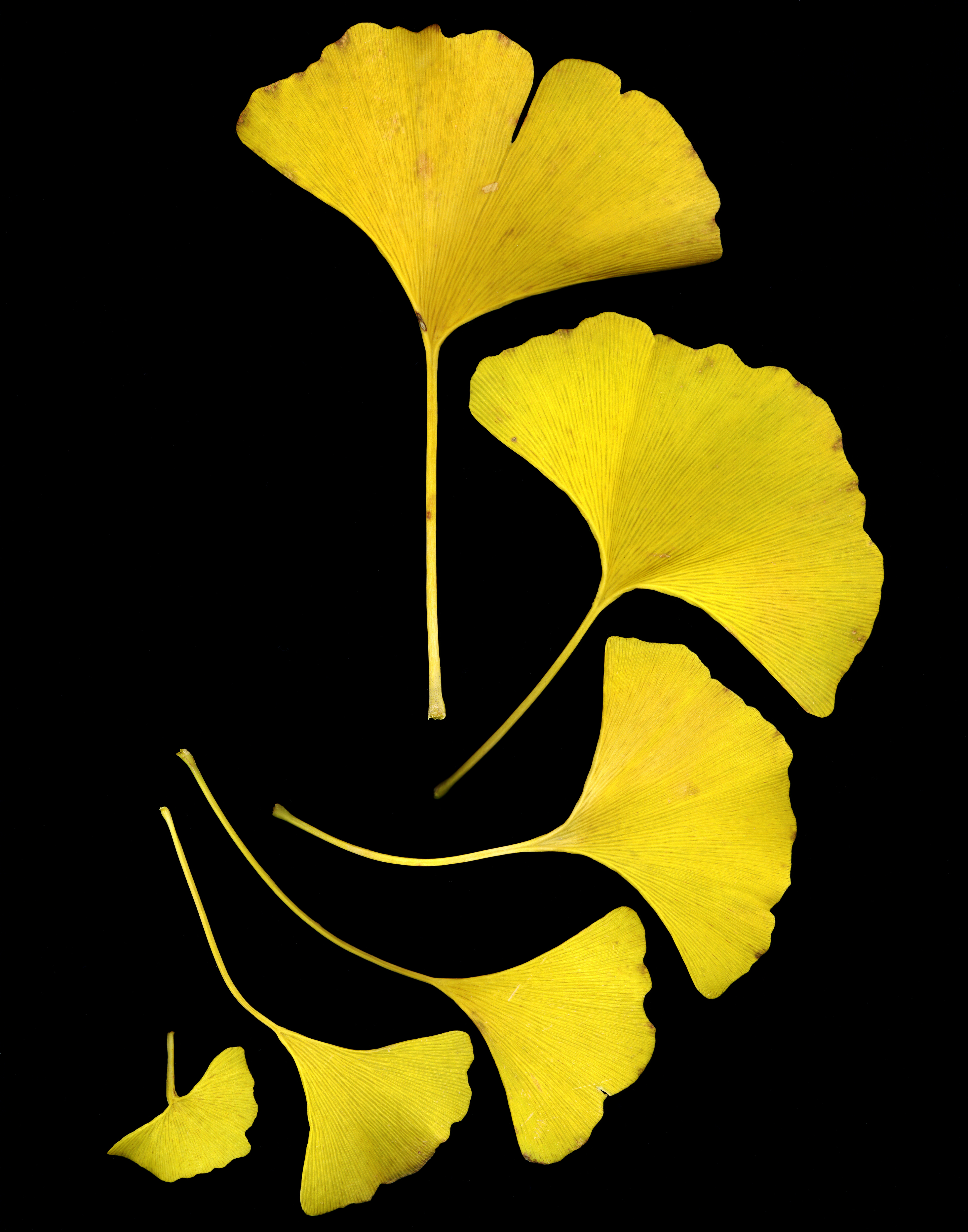
برگ‌های کهن‌دار در پاییز

گینکو به‌طور اختصاصی به منظور تولید برگ، برای استخراج مواد مؤثر از سال ۱۹۸۰ کشت می‌شود. نهالستان‌ها برای برداشت برگ گینکو ابتدا در فرانسه تأسیس شدند و بعد در سومتر، جنوب کارولینا کشت وسیعی انجام گرفت. در سومتر ۲۵۰۰۰ درخت در هر هکتار وجود دارد که به فاصله ۴۰ سانتیمتری از هم در ردیفهایی به فاصله یک متر کشت شده‌اند. برای ۴۰۰ هکتار نهالستان در سومتر، این مقدار به ده میلیون درخت می‌رسد. از سال ۱۹۹۰ پرورش دهندگان چینی به سرعت افزایش یافتند. وسعت کل کشت در چین در حدود ۵۰۰۰ هکتار است.

## ساختمان و الگوی نهالستان‌های پرورش برگ

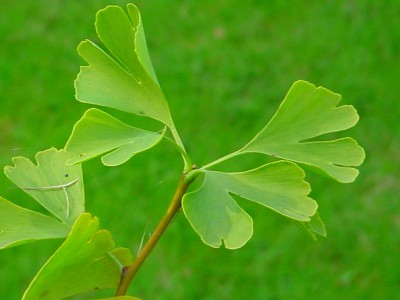
برگ درخت کهن‌دار

در مقایسه با نهالستان‌های پرورش بذر تراکم در نهالستان‌های پرورش برگ به‌طور وسیعی افزایش یافته است. باغهای معمولی ۱۵۰ تا ۶۷۰ گیاه در هکتار دارند، در حالی که در نهالستان‌های پرورش برگ از الگوی کشت متراکم استفاده می‌شود و بیش از ۲۰۰۰۰ گیاه (در کشورهای جنوبی) یا بیش از ۹۰۰۰۰گیاه در هر هکتار (در نهالستان‌های چین) وجود دارد. فاصله بین گیاهان و ردیفها ۱۰۰*۵۰ یا ۵۰*۵۰ سانتی‌متر است. درختان با اعمال هرس سنگین کوتاه نگه داشته‌می‌شوند تا برداشت مکانیزه به‌راحتی صورت گیرد، به‌طوری‌که گیاه در سال دوم بعد از کاشت، از ۵۰ سانتیمتری بالای سطح زمین بریده می‌شود و در سال سوم، چهارم و پنجم به ترتیب از ارتفاع ۷۰، ۹۰ و ۱۱۰ سانتیمتری قطع می‌شود. در سال ششم بعد از کاشت، گیاه از ارتفاع ۱۰ سانتیمتری بالای سطح زمین بریده می‌شود و این سیستم هرس ادامه می‌یابد. به‌طورکلی، یک تولید خوب از نهالستان مناسب ۳ یا ۴ تن برگ خشک شده در هکتار است (۴، ۵).

### فرآوری برگ
برگهای تازه برداشت شده گینکو، در حدود ۷۵ درصد رطوبت دارند و با عبور از خشک کن، رطوبت برگ‌ها به۱۲ درصد کاهش می‌یابد. روی برگ‌های خشک شده تحلیل شیمیایی میکروبیولوژیکی و میکروسکوپی انجام می‌شود تا حضور عناصر سنگین و آلودگی‌ها، آفلاتوکسین و سایر ترکیبها ارزیابی شود. عصاره در یک فرایند چند مرحله‌ای، استاندارد می‌شود تا از نظر غلظت به سطح مطلوبی برسد. عصاره برگ گینکو تقریباً به نسبت۶۷:۱–۳۵ (۶۷–۳۵ کیلوگرم برگ خشک شده برای تولید یک کیلوگرم عصاره) غلیظ می‌شود. به‌طور کلی ۲۷ مرحله استخراج و دو هفته وقت مورد نیاز است که از ۵۰ کیلوگرم برگ، یک کیلوگرم عصاره به‌دست بیاید (۳، ۶).

## نگارخانه

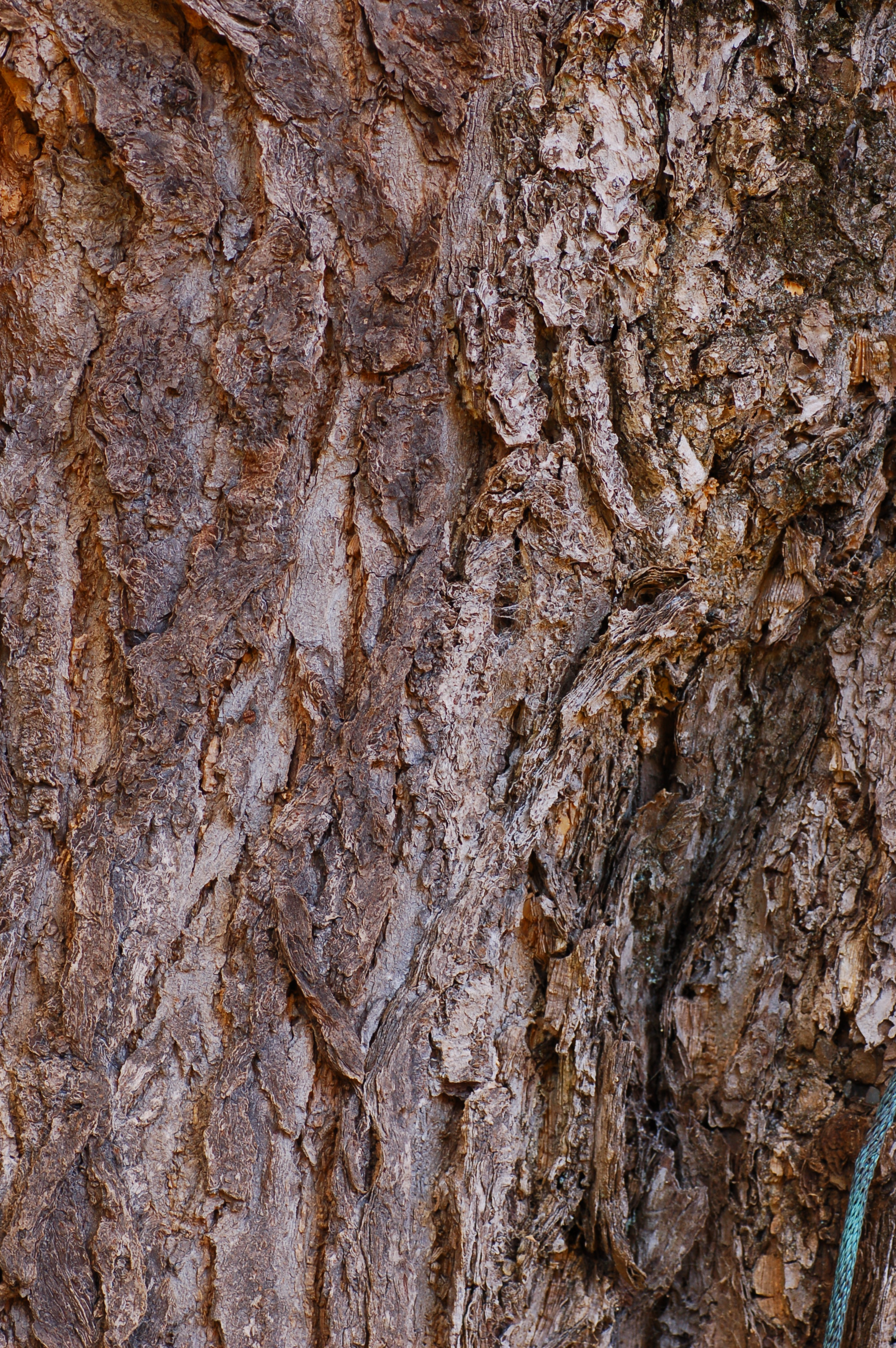
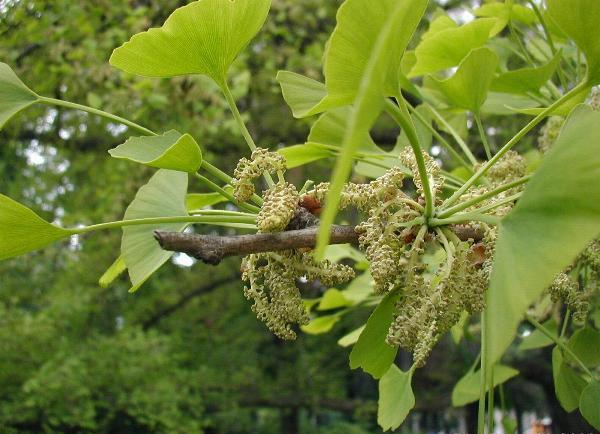
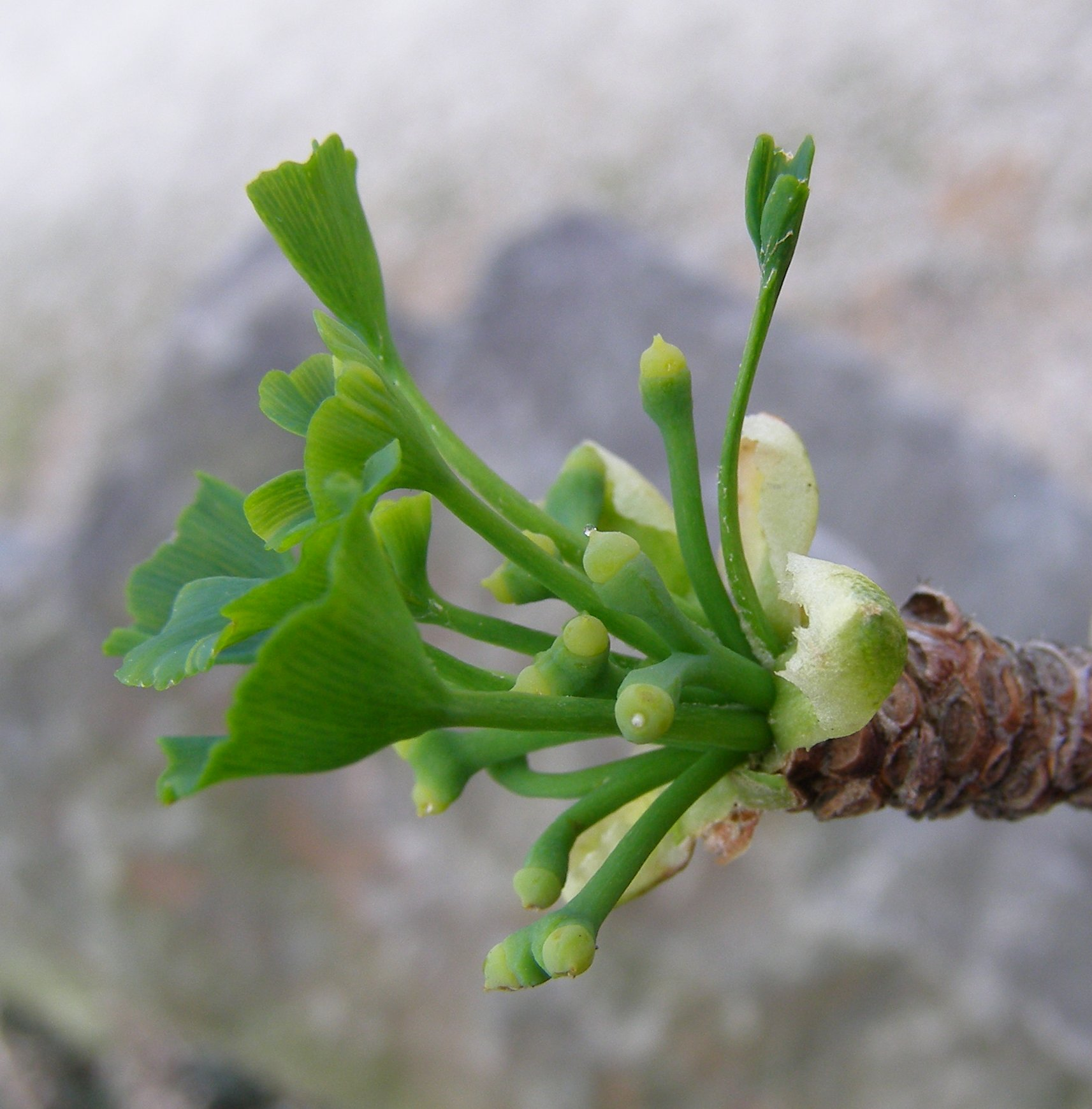
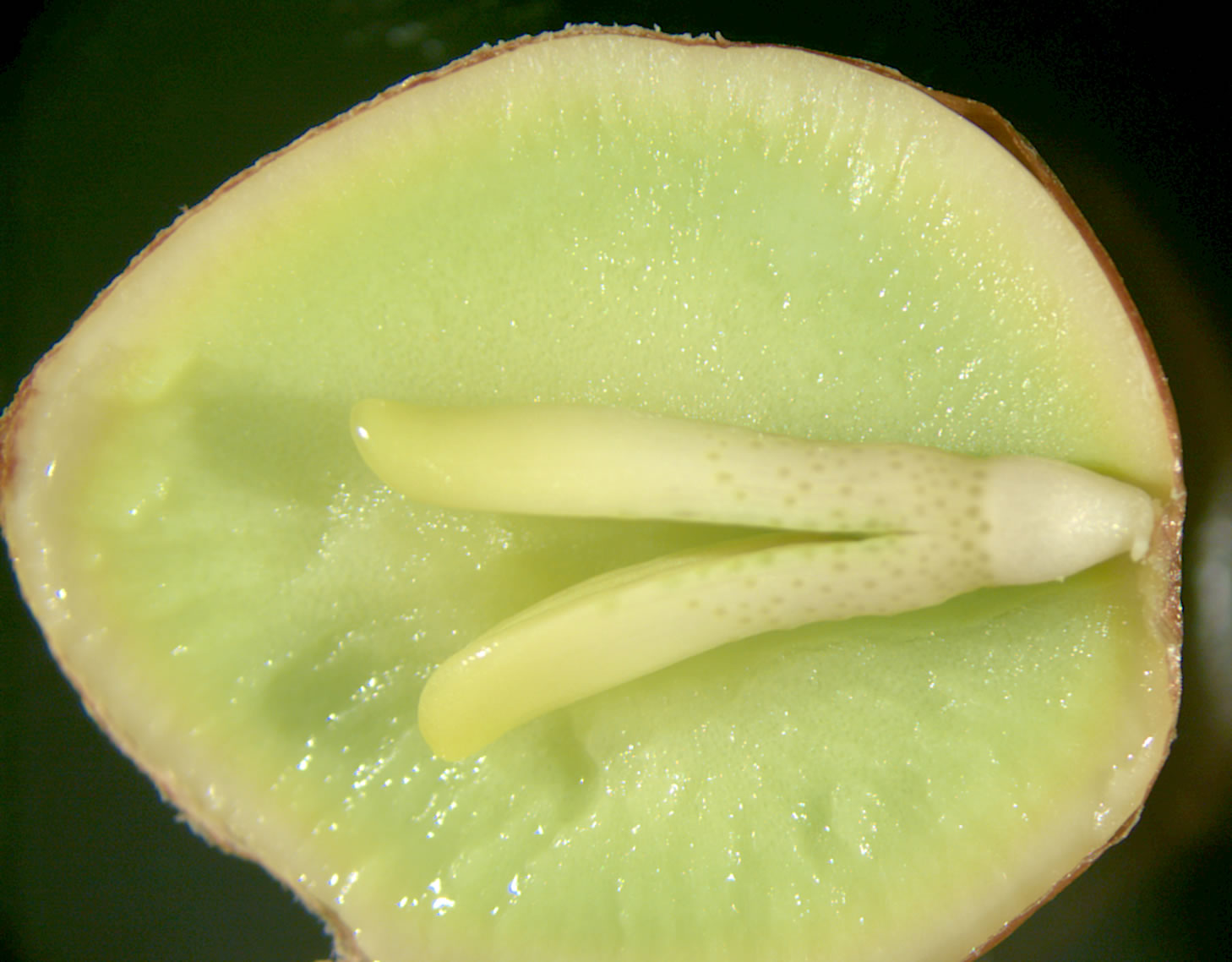
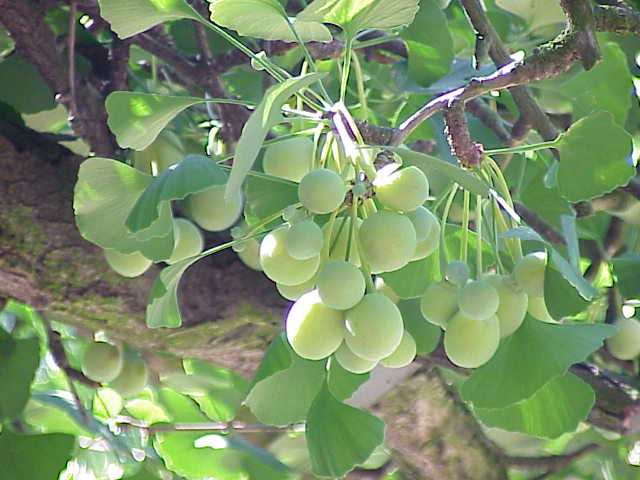
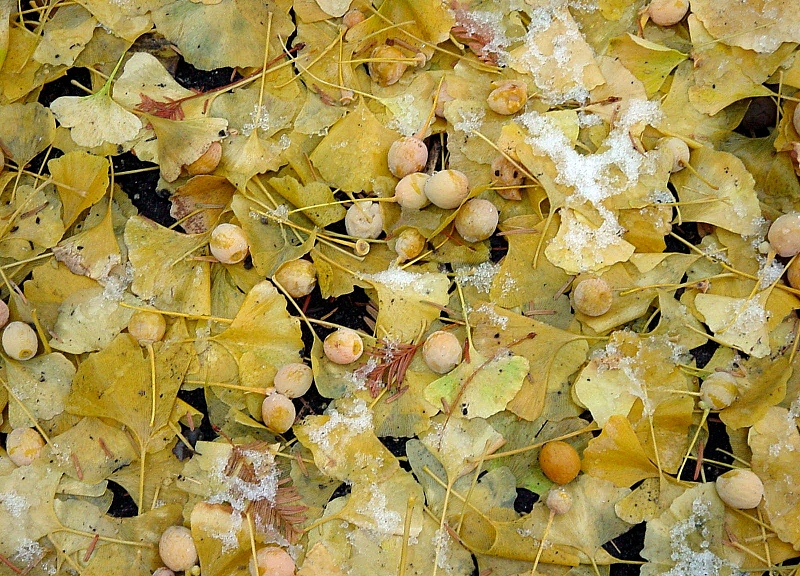
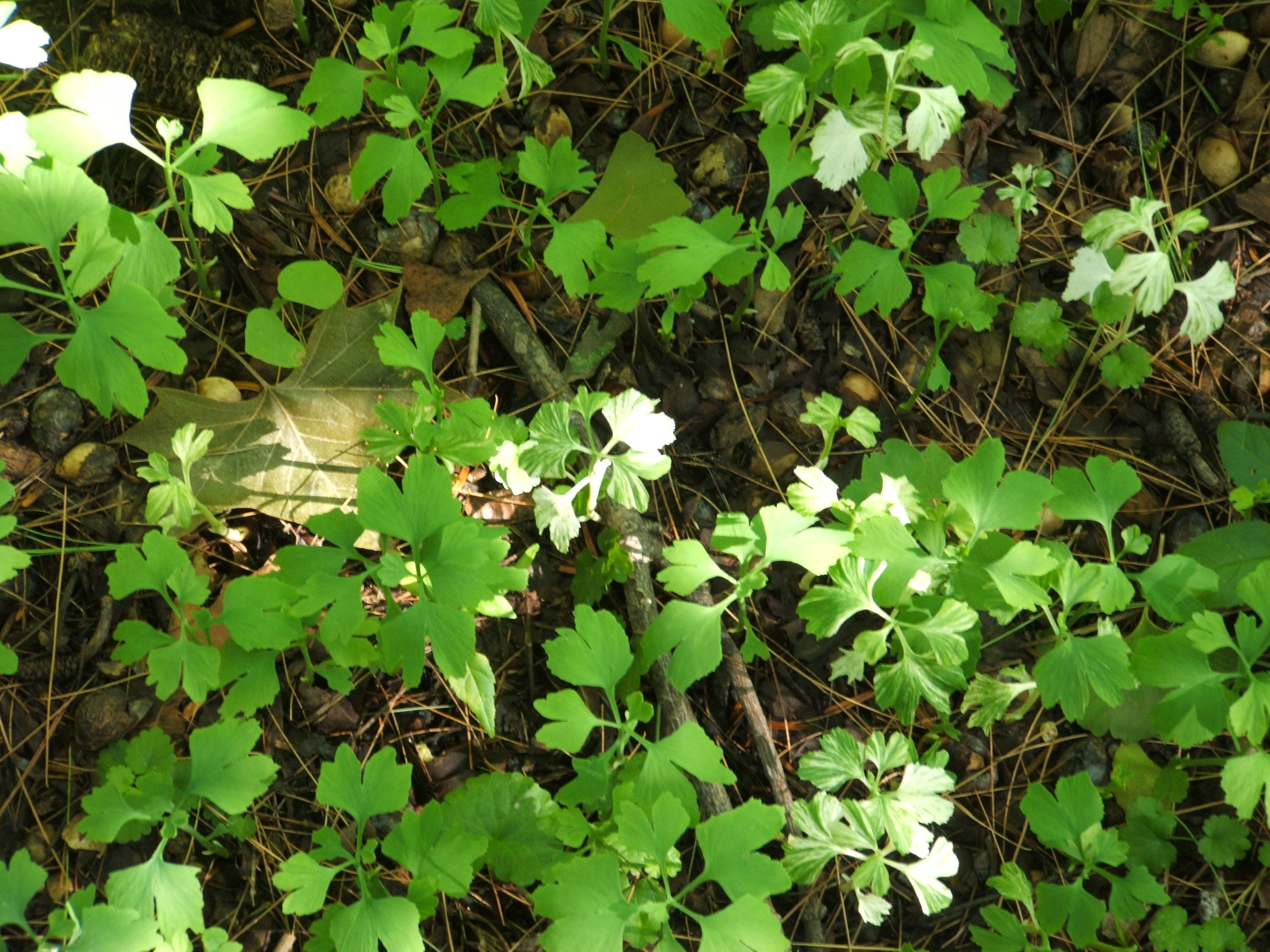
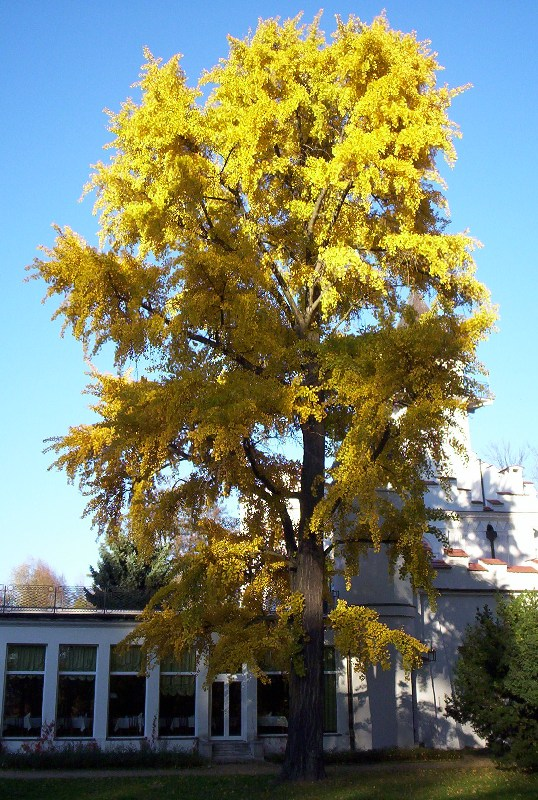

- برگ درخت ژینگو یا کهن دار